# Рокараинола
Рокараинола (итал. Roccarainola) је насеље у Италији у округу Напуљ, региону Кампанија.
Према процени из 2011. у насељу је живело 6821 становника. Насеље се налази на надморској висини од 76 м.

## Становништво
| 1931. | 1936. | 1951. | 1961. | 1971. | 1981. | 1991. | 2001. | 2011. |
| ----- | ----- | ----- | ----- | ----- | ----- | ----- | ----- | ----- |
| 3.728 | 3.995 | 4.648 | 4.668 | 4.667 | 7.046 | 7.062 | 7.182 | 7.164 |